# Feria de Fráncfort

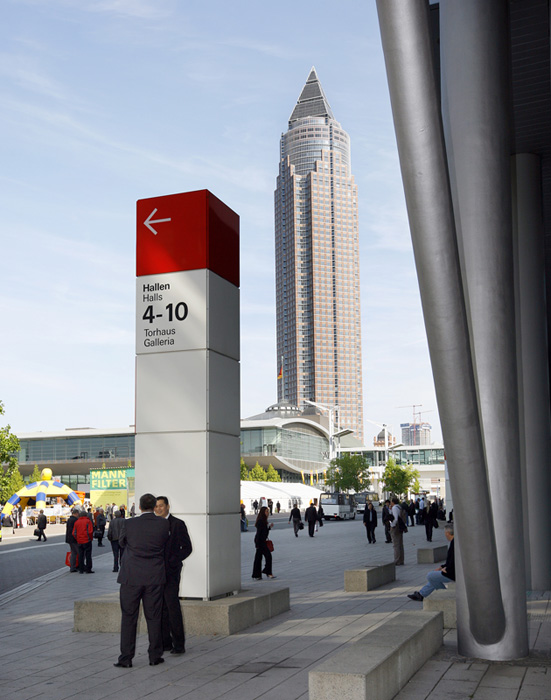
El Messeturm

La Feria de Fráncfort (del alemán: Messe Frankfurt) constituye uno de los predios feriales comerciales más grandes del mundo. Se localiza en Fráncfort del Meno, Alemania. Es una de las más tradicionales de Europa, data del siglo XII. 
Eventos conocidos son la Feria del Libro es la mayor feria comercial de libros del mundo y el Salón del Automóvil que es uno de los salones más importantes en Europa.